# Foresthill
Foresthill es un lugar designado por el censo ubicado en el condado de Placer en el estado estadounidense de California. En el año 2009 tenía una población de 1,791 habitantes y una densidad poblacional de 61.8 personas por km².

## Geografía
Foresthill se encuentra ubicado en las coordenadas 39°1′10″N 120°50′10″O / 39.01944, -120.83611. Según la Oficina del Censo, la ciudad tiene un área total de 29 km² (11,2 mi²), de la cual 29 km² (11,2 mi²) es tierra y 0 km² (0 mi²) (0%) es agua.

## Demografía
Según la Oficina del Censo en 2000 los ingresos medios por hogar en la localidad eran de $34,348, y los ingresos medios por familia eran $41,161. Los hombres tenían unos ingresos medios de $41,438 frente a los $25,813 para las mujeres. La renta per cápita para la localidad era de $19,409. Alrededor del 12.6% de la población estaban por debajo del umbral de pobreza.